# 马尔科沃农村居民点 (伊万诺沃州)
马尔科沃农村居民点（俄语：Марковское сельское поселение）是俄罗斯联邦伊万诺沃州共青城区所属的一个农村居民点。其下辖有6个居民点，行政中心为马尔科沃。据2016年统计，该农村居民点的人口为1545人。